# Синдром Клиппеля — Фейля
Синдро́м Клиппе́ля — Фейля (синоним: синдром короткой шеи) — редкий врожденный порок развития шейных и верхнегрудных позвонков, который характеризуется наличием у больного короткой и малоподвижной шеи. Шейные позвонки при этом (все или их часть) срощены в единый массив. Это наследственная патология, она передаётся по аутосомно-доминантному типу. Впервые заболевание было описано французскими врачами Морисом Клиппелем и Андре Фейлем в 1912 году.
Выделяют две формы данной патологии: порок, характеризующийся уменьшением общего числа шейных и синостозом костей шейного отдела позвоночника.

## Симптомы
Основной симптом — короткая шея, короткие волосы на затылке и ограниченная подвижность верхней части позвоночника.
Синдром может сочетаться с другими аномалиями:
- Сколиоз
- Расщепление позвоночника
- Аномалии почек и рёбер
- Волчья пасть
- Патология дыхательной системы
- Пороки сердца

Синдром также может сочетаться с аномалиями развития головы и лица, скелета, половых органов, мышц, головного и спинного мозга, рук, ног и пальцев.

## Диагностика
Диагностируется данный порок развития по трем основным симптомам заболевания: укорочение шеи, низкая граница оволосения и ограниченная подвижность головы. Для уточнения изменений назначают рентгенографию шейного и грудного отделов позвоночника.
Дифференцировать патологию следует с туберкулезным спондилитом верхних шейных позвонков и различными типами кривошеи.

## Лечение
Главной методикой терапии является консервативное лечение, лечебная физкультура и массаж, которое направлено на улучшение осанки и профилактики различного рода вторичных деформаций. При возникновении компрессии корешков спинного мозга производится резекция кости. Для предотвращения болевых ощущений назначают анальгетики и физиотерапию.